# Snella
Snella (færøsk, plural: snellur) er et kraftig fiskehjul til linefiskeri, og en færøsk opfindelse.
I dag findes snellan i hydrauliske computerstyret udgaver. Snellur ses ved hvert mindre færøsk kystfartøj for linefiskeri. De monteres på siden af båden. Den computerstyret version hiver selv snøren ind og giver alarm når der er tilstrækkeligt med fisk på krogene. Hver snella har en nylonsnor med 5-15 kroge.